# حقوق الأطفال في ماليزيا
تطورت حقوق الأطفال في ماليزيا منذ انضمامها إلى ميثاق حقوق الطفل عام 1995م، وأصدرت قانون الطفل لعام 2001 م.
إن مبادرات الحكومة الماليزية ومؤسسات المجتمع المدني لدعم حقوق الطفل وأدت إلى تقدم في مجال التعليم والصحة للأطفال.
ولكن تبقى التحديات الأساسية، بالأخص للأطفال المهمشين وغير المستفيدين في الدولة. وضعت حكومة ماليزيا تحفظات على خمسة مواد في ميثاق حقوق الطفل. وهذه التحفظات توحي الى أن الأطفال يمكن اضطهادهم، وقد يوأدي هذا الى حرمانهم من الاسم أو الجنسية، وليس لديهم حرية في التفكير أو التعبير أو الديانة، ولا يجب إعفاؤهم من التعذيب، ويمكن ان يحرمونهم من الحرية.